# Larry Cain
Laurence ("Larry") J. Cain (ur. 9 stycznia 1963 w Toronto) – kanadyjski kajakarz, kanadyjkarz. Dwukrotny medalista olimpijski z Los Angeles.
Na igrzyskach startował trzykrotnie (IO 84, IO 88, IO 92). Oba medale wywalczył w debiucie, płynąc w jedynce. Pod nieobecność części sportowców z Bloku Wschodniego triumfował na dystansie 500 metrów i był drugi na dwukrotnie dłuższym dystansie – triumfował Ulrich Eicke. Na mistrzostwach świata wywalczył jeden medal srebrny, w 1989 w C-1 na 1000 m.